# Blagny (Ardennes)
Pour les articles homonymes, voir Blagny.
Blagny est une commune française située dans le département des Ardennes, en région Grand Est.

## Géographie

### Localisation
Le village de Blagny, traversé par la Chiers, est contigu à la ville de Carignan. Il est situé au pied d'une colline de 293 m, le Mont Tilleul. La commune se compose de deux parties distinctes : l'ancien village et les anciennes cités de l'usine des Hauts Fourneaux de la Chiers, construites au début du XXe siècle.
| Carignan |        | Puilly-et-Charbeaux |
|          | Blagny | Linay               |
| Sailly   |        |                     |

### Hydrographie
La commune est dans le bassin versant de la Meuse au sein du bassin Rhin-Meuse. Elle est drainée par la Chiers, le ruisseau de Prele, le ruisseau de Nonne et le ruisseau du Fond de Naive,.
La Chiers, d'une longueur de 127 km, prend sa source dans la commune de Mont-Saint-Martin et se jette  dans la Meuse à Remilly-Aillicourt, après avoir traversé 46 communes. Elle traverse la commune sur une longueur d'environ 4 km, coulant d'est en ouest.

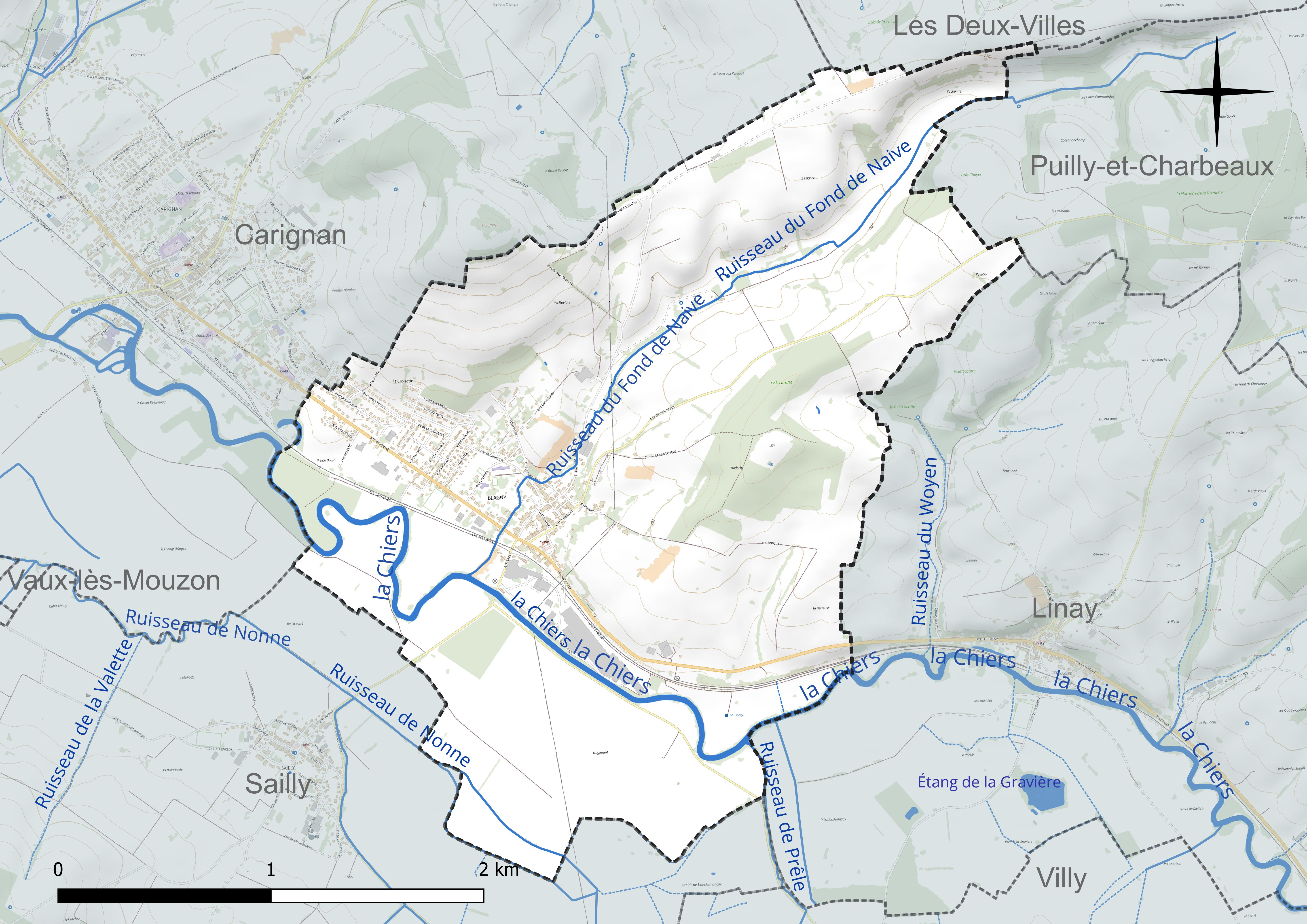
Réseaux hydrographique de Blagny.

### Climat
Pour des articles plus généraux, voir Climat du Grand Est et Climat des Ardennes.
En 2010, le climat de la commune est de type climat de montagne, selon une étude du Centre national de la recherche scientifique s'appuyant sur une série de données couvrant la période 1971-2000. En 2020, Météo-France publie une typologie des climats de la France métropolitaine dans laquelle la commune est dans une zone de transition entre le climat océanique altéré et le climat océanique altéré et est dans la région climatique Lorraine, plateau de Langres, Morvan, caractérisée par un hiver rude (1,5 °C), des vents modérés et des brouillards fréquents en automne et hiver.
Pour la période 1971-2000, la température annuelle moyenne est de 9,9 °C, avec une amplitude thermique annuelle de 16 °C. Le cumul annuel moyen de précipitations est de 965 mm, avec 13,6 jours de précipitations en janvier et 9,4 jours en juillet. Pour la période 1991-2020, la température moyenne annuelle observée sur la station météorologique de Météo-France la plus proche, « Linay », sur la commune de Linay à 2 km à vol d'oiseau, est de 10,4 °C et le cumul annuel moyen de précipitations est de 969,0 mm. 
La température maximale relevée sur cette station est de 42 °C, atteinte le 25 juillet 2019 ; la température minimale est de −24 °C, atteinte le 9 janvier 1985,,.
Les paramètres climatiques de la commune ont été estimés pour le milieu du siècle (2041-2070) selon différents scénarios d'émission de gaz à effet de serre à partir des nouvelles projections climatiques de référence DRIAS-2020. Ils sont consultables sur un site dédié publié par Météo-France en novembre 2022.

## Urbanisme

### Typologie
Au 1er janvier 2024, Blagny est catégorisée bourg rural, selon la nouvelle grille communale de densité à 7 niveaux définie par l'Insee en 2022.
Elle appartient à l'unité urbaine de Carignan, une agglomération intra-départementale dont elle est une commune de la banlieue,. Par ailleurs la commune fait partie de l'aire d'attraction de Carignan, dont elle est une commune du pôle principal,. Cette aire, qui regroupe 12 communes, est catégorisée dans les aires de moins de 50 000 habitants,.

## Histoire
Blagny est sans doute d'origine gallo-romaine. Des sarcophages mérovingiens y ont été trouvés vers 1880.
L'église, consacrée à saint Rémy, plaide aussi en faveur d'une grande ancienneté de la commune. Le collateur était le chapitre collégial d'Yvois.
Le village est cité dans une charte de l'abbaye d'Orval en 1124.
Blagny est mis à la loi de Beaumont par le comte de Chiny avant 1276.
La localité, proche d'Yvois, est ruinée par trois fois au cours des guerres du XVIe siècle. On y trouvait alors un moulin.
Au XVIIe siècle, les Reumont sont seigneurs de Blagny et à la même époque le maréchal Fabert fait construire une redoute sur la Chiers.
Les abbayes d'Orval, de Saint-Pierre de Bèze, et de Saint-Hubert ont possédé des biens à Blagny.
En 1791, le curé Forgeot refuse la constitution civile du clergé.
Le village s'est développé après 1824, date de la transformation du moulin en usine métallurgique. La population a augmenté de 336 % en un siècle.
À partir de 1928, l'usine de Blagny appartient à la Société de Hauts Fourneaux de la Chiers de Longwy. Elle produisait des tôles de carrosserie et des tôles galvanisées.
La fermeture de l'usine avec la perte de centaines d'emplois entraîne une forte dépopulation.
Une tentative de fusion de Blagny et Carignan échoue en 1966 mais il existe un SIVOM qui traite des problèmes entre les deux communes.

## Politique et administration

### Liste des maires
| Période                                  | Période   | Identité           | Étiquette    | Qualité                      |
| ---------------------------------------- | --------- | ------------------ | ------------ | ---------------------------- |
| 1965                                     | 1995      | Jean Maigret       | SFIO puis PS | Agent de maîtrise            |
| mars 1995                                | mars 2001 | Pierre Poisseroux  | SE           | Cadre                        |
| mars 2001                                | mars 2008 | André Lanotte      |              |                              |
| mars 2008                                | mars 2014 | Jean-Michel Robert |              |                              |
| mars 2014                                | juin 2020 | Gérard Mary        | DVD          | Fonctionnaire de catégorie C |
| juin 2020                                | en cours  | Théodor Lukowski   |              | Ancien ouvrier               |
| Les données manquantes sont à compléter. |           |                    |              |                              |

## Démographie
L'évolution du nombre d'habitants est connue à travers les recensements de la population effectués dans la commune depuis 1793. Pour les communes de moins de 10 000 habitants, une enquête de recensement portant sur toute la population est réalisée tous les cinq ans, les populations de référence des années intermédiaires étant quant à elles estimées par interpolation ou extrapolation. Pour la commune, le premier recensement exhaustif entrant dans le cadre du nouveau dispositif a été réalisé en 2004.

En 2022, la commune comptait 1 093 habitants, en évolution de −10,78 % par rapport à 2016 (Ardennes : −2,97 %, France hors Mayotte : +2,11 %).
| 1793 | 1800 | 1806 | 1821 | 1831 | 1836 | 1841 | 1846 | 1851 |
| ---- | ---- | ---- | ---- | ---- | ---- | ---- | ---- | ---- |
| 250  | 325  | 274  | 260  | 304  | 373  | 339  | 370  | 992  |

| 1866 | 1872 | 1876 | 1881 | 1886 | 1891 | 1896 | 1901 | 1906 |
| ---- | ---- | ---- | ---- | ---- | ---- | ---- | ---- | ---- |
| 361  | 427  | 402  | 449  | 497  | 562  | 577  | 562  | 540  |

| 1911 | 1921 | 1926  | 1931  | 1936  | 1946  | 1954  | 1962  | 1968  |
| ---- | ---- | ----- | ----- | ----- | ----- | ----- | ----- | ----- |
| 620  | 647  | 1 116 | 1 252 | 1 593 | 1 352 | 1 576 | 1 831 | 1 745 |

| 1975  | 1982  | 1990  | 1999  | 2004  | 2006  | 2009  | 2014  | 2019  |
| ----- | ----- | ----- | ----- | ----- | ----- | ----- | ----- | ----- |
| 1 801 | 1 393 | 1 382 | 1 259 | 1 264 | 1 250 | 1 192 | 1 218 | 1 121 |

| 2022  | - | - | - | - | - | - | - | - |
| ----- | - | - | - | - | - | - | - | - |
| 1 093 | - | - | - | - | - | - | - | - |

## Culture locale et patrimoine

### Lieux et monuments
L'église Saint-Rémy possède un porche daté de 1700. C'est un édifice très simple qui abrite une Vierge à l'Enfant du type dit de Notre-Dame d'Orval.
Devant l'église se trouvent deux grands et gros marronniers qui passent pour avoir été plantés en 1598 afin de célébrer la paix de Vervins. Ils ont sans doute été replantés vers le XVIIIe siècle.
Cependant vers la fin de 2018, un des deux marronniers est coupé car celui-ci était malade, ne restait au pied de l'église qu'un seul marronnier à côté de la Souche de son camarade de 422 ans.
Deux ans après, dans la nuit du 19 au 20 juillet 2020, une partie du dernier marronnier restant se casse dû à la maladie pour s'écraser quelques mètres plus bas, détruisant barrières et lignes électriques tout en coupant la route et en évitant de peu la chute sur plusieurs habitations.

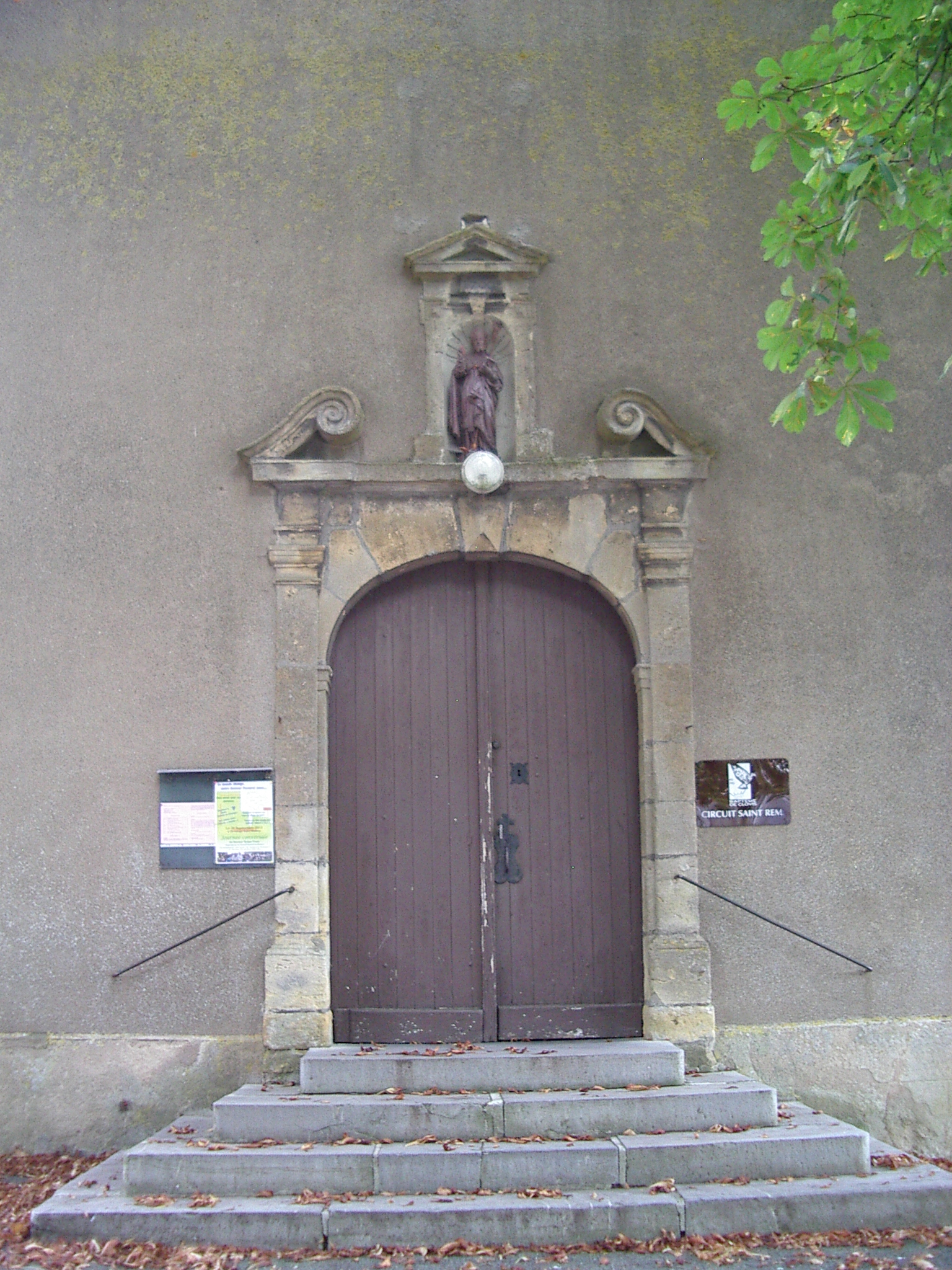
Porche et Vierge à l'Enfant du type dit de Notre-Dame d'Orval.
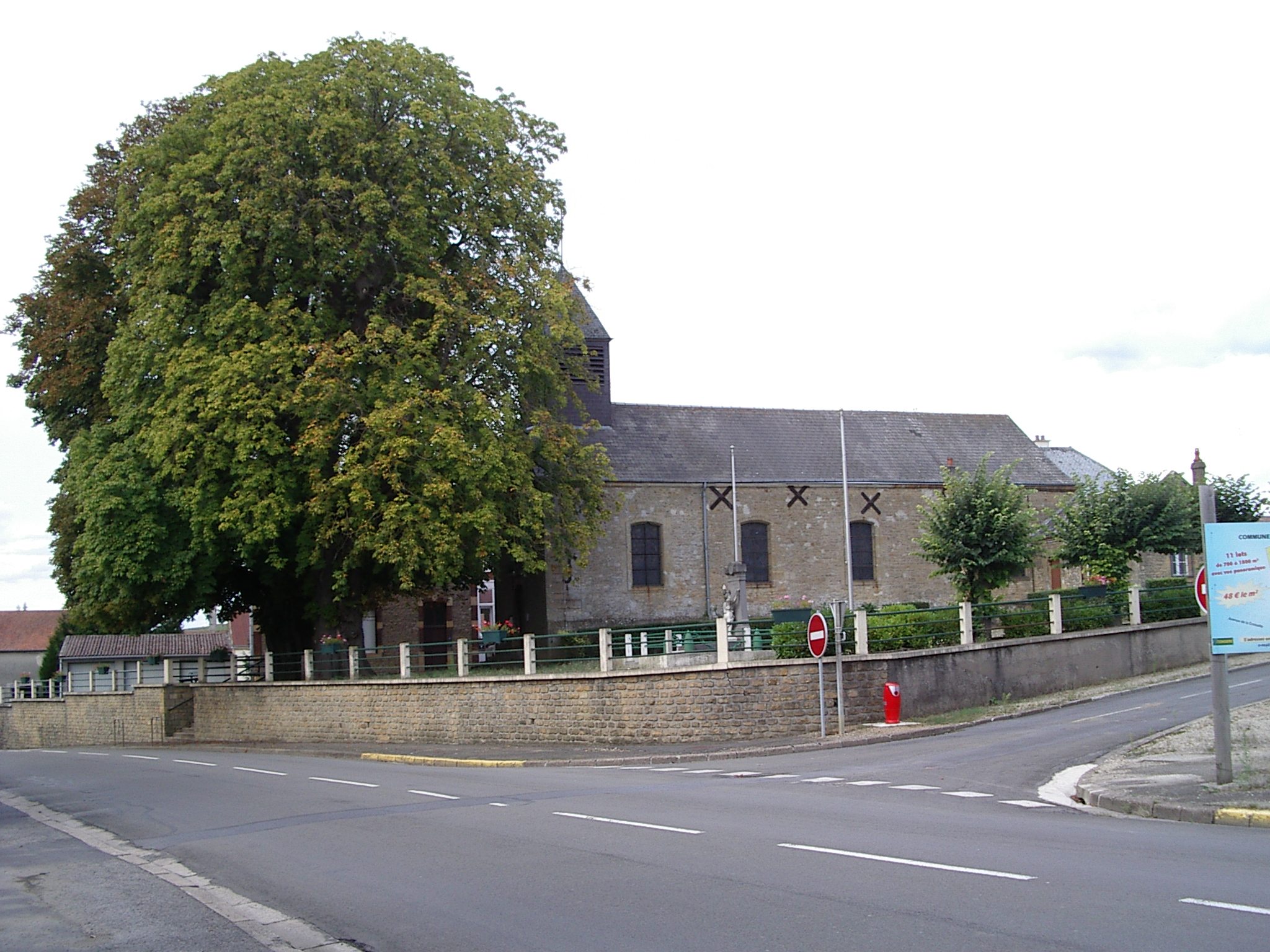
Église Saint-Rémy et les deux grands marronniers.
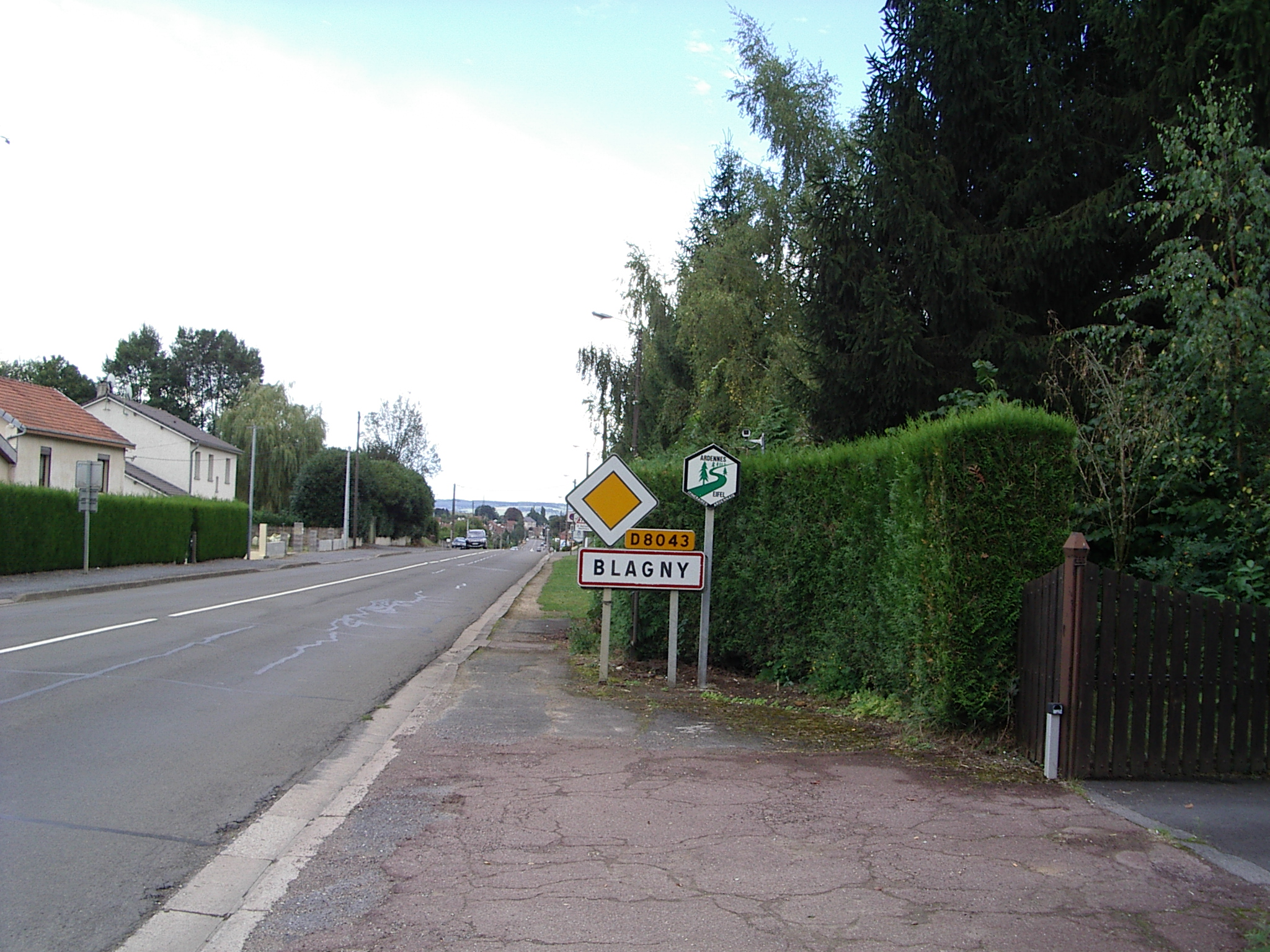
Borne limite de commune.

### Héraldique
| Blason de Blagny | Blason  | D’azur au chevron abaissé d’argent accompagné en chef senestre d’un cœur d’or, au franc-canton de gueules chargé d’une étoile d’or. |
| Blason de Blagny | Détails | Le statut officiel du blason reste à déterminer.                                                                                    |

### Domaine sportif
Le village de Blagny possède un club, le FCBC ( Football Club Blagny Carignan).